# شيخة برترامية
الشيخة البرترامية أو شرونة برترام  (باللاتينية: Senecio bertramii) نوع نباتي يتبع جنس الشيخة من الفصيلة النجمية. سميت نسبة إلى عالم النبات برترام.

## الموئل والانتشار
ينتشر في بلاد الشام.